# The Clue (film 1913 Kirkland)
The Clue è un cortometraggio muto del 1913 diretto da Hardee Kirkland. Prodotto dalla Selig Polyscope Company da un soggetto di J. Edward Hungerford, il film aveva come interpreti Carl Winterhoff, Adrienne Kroell, Frances Osman, Harry Lonsdale, Lillian Leighton, William Stowell,

## Trama
Uscito di prigione dove ha scontato una pena dopo essere stato condannato dietro prove circostanziali, Ben Ames ritorna a casa, dalla moglie e la loro bambina. Ha la fortuna di trovare un lavoro presso una ditta dove lavora duro e viene promosso varie volte. Un giorno, però, si imbatte per caso in Hogan, un vecchio compagno di galera che, venuto a sapere che il capo di Ben ignora il suo passato di carcerato, comincia a ricattarlo. Ben cede e paga il ricattatore fino a quando è costretto, davanti alle sempre più esose richieste dell'altro, a rifiutarsi di continuare. Hogsn lo denuncia al suo capo, Arnold, che lo licenzia. Non trovando più lavoro, con la moglie malata e privo di altri mezzi, tenta un furto da Arnold. Quest'ultimo trova una bambola in mezzo agli attrezzi da scassinatore che il ladro ha abbandonato e, attraverso questa, rintraccia Ben. Scoprendo le condizioni in cui vive e la sua storia, Arnold gli restituisce il vecchio lavoro e il passato viene dimenticato.

## Produzione
Il film fu prodotto dalla Selig Polyscope Company.

## Distribuzione
Distribuito dalla General Film Company, il film - un cortometraggio in una bobina - uscì nelle sale cinematografiche statunitensi il 13 gennaio 1913.